# 18-as villamos (Bécs)
A bécsi 18-as jelzésű villamos Burggasse, Stadthalle és a Schlachthausgasse között közlekedik. A viszonylatot a Wiener Linien üzemelteti.

## Története
2025 júniusában elkezdődtek a munkálatok a villamosvonal meghosszabbítására, előreláthatólag 2026 őszétől a 18-as villamos Burggasse, Stadthalle és a második kerületben található Stadion megálló között fog közlekedni, új összeköttetést létrehozva a harmadik és második kerület, és egyben az U3-as és U2-es metróvonal között, tehermentesítve a 77A buszt.

## Megállóhelyei
| 18 (Burggasse, Stadthalle ◄► Schlachthausgasse) | 18 (Burggasse, Stadthalle ◄► Schlachthausgasse) | 18 (Burggasse, Stadthalle ◄► Schlachthausgasse) | 18 (Burggasse, Stadthalle ◄► Schlachthausgasse)       | 18 (Burggasse, Stadthalle ◄► Schlachthausgasse) |
| Perc (↓)                                        | Megállóhely                                     | Perc (↑)                                        | Átszállási kapcsolatok                                |                                                 |
| ----------------------------------------------- | ----------------------------------------------- | ----------------------------------------------- | ----------------------------------------------------- | ----------------------------------------------- |
| 0                                               | Burggasse, Stadthalle végállomás                | 36                                              | U6 6 48A                                              |                                                 |
| 1                                               | Urban-Loritz-Platz                              | 34                                              | 6, 9, 49                                              |                                                 |
| 4                                               | Westbahnhof                                     | 31                                              | U3 , U6 S50 5, 6, 9, 52, 60                           |                                                 |
| 5                                               | Mariahilfer Gürtel                              | 29                                              | 6                                                     |                                                 |
| 7                                               | Gumpendorfer Straße                             | 28                                              | U6 6                                                  |                                                 |
| 8                                               | Margaretengürtel                                | 26                                              | U4 6                                                  |                                                 |
| 10                                              | Arbeitergasse, Gürtel                           | 24                                              | 6 59A                                                 |                                                 |
| 12                                              | Eichenstraße                                    | 21                                              | 6, 62 12A Wiener Lokalbahn                            |                                                 |
| 14                                              | Matzleinsdorfer Platz                           | 19                                              | S1 , S2 , S3 , S4 , S80 1, 6, 62 14A Wiener Lokalbahn |                                                 |
| 16                                              | Kliebergasse                                    | 18                                              | 1, 62 Wiener Lokalbahn                                |                                                 |
| 17                                              | Blechturmgasse                                  | 17                                              |                                                       |                                                 |
| 18                                              | Hauptbahnhof                                    | 16                                              | S1 , S2 , S3 , S4 , S60 , S80 U1 D, O 13A, 69A        |                                                 |
| 21                                              | Quartier Belvedere                              | 14                                              | S1 , S2 , S3 , S4 D, O 13A                            |                                                 |
| 23                                              | Fasangasse                                      | 11                                              | O                                                     |                                                 |
| 25                                              | Heinrich-Drimmel-Platz                          | 9                                               |                                                       |                                                 |
| 26                                              | Wildgansplatz                                   | 7                                               |                                                       |                                                 |
| 28                                              | Sankt Marx                                      | 6                                               | S7 71 74A                                             |                                                 |
| 29                                              | Viehmarktgasse                                  | 4                                               | 74A                                                   |                                                 |
| 31                                              | Baumgasse                                       | 3                                               | 80A                                                   |                                                 |
| ∫                                               | Erdbergstraße, Schlachthausgasse                | 1                                               |                                                       |                                                 |
| 33                                              | Schlachthausgasse végállomás                    | 0                                               | U3 77A, 80A                                           |                                                 |